# Соломірка
Соломі́рка — зупинний пункт Жмеринської дирекції Південно-Західної залізниці, лінія Калинівка — Старокостянтинів.
Розташований на території Хмільницького району Вінницької області між станцією Уладівка та зупинним пунктом Курилівка.
Тут зупиняється двічі на день дизель-поїзд «Хмельницький — Вінниця» (квитки можна купити в поїзді).
Найближчі села — Порик (село), Журавне, Томашпіль (Хмільницький район).
Отримав свою назву на честь села Порик, яке тоді називалося Соломірка.